# ブライアン・ローレンス・バート
ブライアン・ローレンス・バート（Brian Laurence Burtt、1913年8月27日 - 2008年5月30日）はイギリスの植物学者である。王立植物園（キューガーデン）、エディンバラ王立植物園で働いた。植物分類学に貢献し、イワタバコ科などの権威である。

## 略歴
サリー州のクレーゲートで生まれた。ダリッジ・カレッジで学び、ラテン語が得意で、ダリッジ・カレッジを卒業すると、キューガーデンの園長、アーサー・ウィリアムズ・ヒルの助手として世界中から集められた未分類の標本の整理の仕事に雇われた。1932年にアフリカの植物の分類学の権威のジョン・ハッチンソンの助けを借りて最初の論文を発表し、その後2006年までに384の論文を発表することになった。チェルシー実業大学（Chelsea Polytechnic）の生物学の夜間コースで学び、1936年にロンドン大学から学位を得た。
1962年に東南アジアのサラワクに植物採集を行い、1964年には南アフリカを訪れた。南アフリカには19回訪れ、ナタール大学の研究者、オリーブ・ヒラード（Olive Hilliard）と長期にわたる共同研究を行った。この共同研究は多くの学術的な成果をあげるとともに、南アフリカ原産のイワタバコ科の種ディアスシア（ディアスキア、Diascia fetcaniensis）が園芸家、ハリソン（Hector Harrison）の注目するところとなり、ディアスシアは園芸植物として普及することになった。後にバートとヒラードは結婚した。
1954年にエディンバラ王立協会のフェローに選ばれ、1971年に王立園芸協会からヴィーチ記念メダル、1981年にロンドン・リンネ協会からリンネ・メダルを受賞した。